# Ado Schlier
Ado Schlier (* 31. Januar 1935 in Würzburg) ist ein deutscher Moderator, Musikjournalist und künstlerischer Leiter diverser Festivals.

## Leben

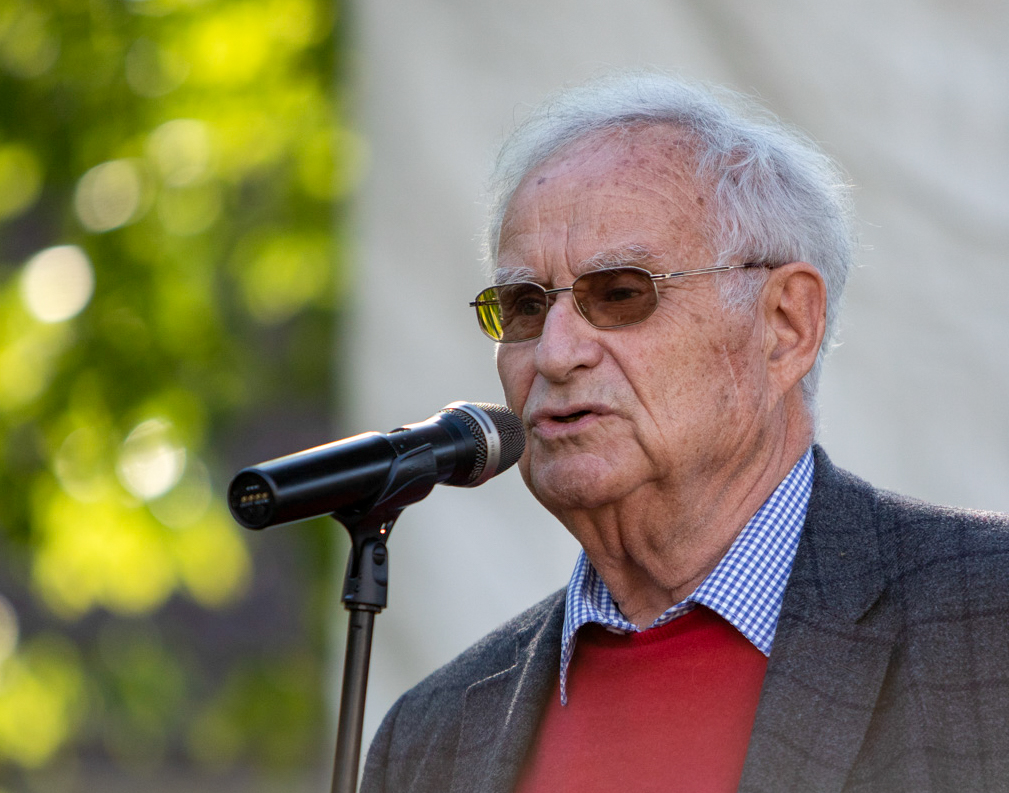
Ado Schlier, 2019

Er entstammt einer Familie des ortsansässigen Textileinzelhandels. Ado Schlier startete sein Berufsleben mit einer Ausbildung im Musikalienhandel.
Seit 1954 war Ado Schlier als künstlerischer Leiter vieler Konzertveranstaltungen tätig, gestaltete beispielsweise zehn Jahre die Münchner Jazztage, von 1981 bis 2008 die Erdinger Jazztage und war 30 Jahre für das Jazzfestival Burghausen im Radio und Fernsehen zuständig. Zudem beriet er das Goethe-Institut für weltweite Jazzveranstaltungen deutscher Künstler.
Mitte der 1950er Jahre begann Ado Schlier seine Rundfunktätigkeit beim Sender Rot-Weiß-Rot und Anfang der 1960er Jahre moderierte er im Radio Salzburg zusammen mit Herbert Feuerstein. Mitte der 1960er Jahre begann er seine Mitarbeit beim deutschsprachigen Programm der RAI Sender Bozen. Zuerst  moderierte Ado Schlier dort Sendungen wie Musikreport, Gästebuch, Leise erklingt Musik und Folklore international, später eine musikalisch vielseitige Sendung Meine Radiostunde, in der auch Liedermacher einen großen Platz einnehmen.
Radio Bremen beauftragte ihn Mitte der 1960er Jahre mit der Gestaltung einer 24-teiligen Hörfunk-Serie Verliebt in eine kleine Stadt – Portraits europäischer Kleinstädte, später der 12-teiligen Serie Typisch deutsch als Versuch, die Stimmungen verschiedener Regionen zu interpretieren.
1961 begann er beim Bayerischen Rundfunk mit der Sendereihe Jazz auf Reisen. 1963 organisierte er die sich über rund eine Woche hinziehenden Münchner Jazztage, die im ausverkauften Kongresssaal des Deutschen Museums, das 2300 Personen fasste, stattfanden. Werner Götze, ebenso vom Bayerischen Rundfunk, moderierte die Veranstaltung, die internationales Aufsehen erregte und in Teilen von mehr als 30 Rundfunkstationen weltweit – unter anderem in Moskau, Johannesburg, Taipeh, Addis Abbeba, Djibouti, Tokyo und Ceylon – übertragen wurde. In der Zeit von 1977 bis 1999 war Schlier zudem Redakteur im Bereich Jazz, Folk und Liedermacher im Hörfunk. Er gehörte zum Team der ersten Stunde bei Bayern 3, das damals eine der erfolgreichsten Popwellen in Europa war, gestaltete Sendungen wie Gute Nacht Freunde und Musiklokaltermin sowie Wochenend mit Bayern 3 und Morning Sky, Musik Report und BR Jazznacht.
Seine Fernsehtätigkeit begann Ende der 1970er Jahre beim Bayerischen Rundfunk. Für die ARD entwickelte er 1979 bis 1985 das Auswahlmodell des Grand Prix und für die RAI Sender Bozen eine Reihe von Portraitsendungen bekannter Liedermacher. Für das Bayerische Fernsehen betreute er die Show-Bühne mit Alfred Biolek sowie Specials mit André Heller, Herman van Veen und anderen.
Schlier schrieb auch musikjournalistische Beiträge in vielen Zeitungen, beispielsweise in der tz, dem Münchner Merkur, der Augsburger Allgemeine und dem Playboy und interviewte auch verschiedene Politiker seiner Zeit.
Ab 1987 bis 2016 gestaltete er die Programme für das Festival Songs an einem Sommerabend, das er auch konzipiert hatte. Im Rahmen des Festivals zeichnete die Hanns-Seidel-Stiftung Nachwuchskünstler mit einem Förderpreis aus, wobei Ado Schlier als Vorsitzender der Jury fungierte.
Für sein Wirken wurde er mit dem Bundesverdienstkreuz und dem Würzburger Ehrenzeichen Tanzender Schäfer ausgezeichnet.

## Privates
Schlier ist verheiratet mit Monika Schlier und hat eine Tochter. Seit 2000 wohnt er mit seiner Frau wieder in Würzburg.